# Emir Sahiti
Emir Sahiti (ur. 29 listopada 1998 w Belgradzie) – kosowski piłkarz, występujący na pozycji lewoskrzydłowego lub prawoskrzydłowego w chorwackim klubie Hajduk Split oraz w reprezentacji Kosowa.

## Życie prywatne
Urodził się w dzielnicy Belgradu, Zemun, jako syn Albańczyków z Medveđy. Posiada obywatelstwo albańskie, kosowskie i serbskie. Ma starszego brata Suada, który również jest piłkarzem.